# Bulime tronqué
Rumina decollata
Pour les articles homonymes, voir Bulime.
Espèce
Statut de conservation UICN

LC : Préoccupation mineure
Le bulime tronqué (Rumina decollata) est une espèce de mollusques gastéropodes terrestres. Cet escargot omnivore originaire du bassin méditerranéen n'est pas comestible.

## Description
Le bulime tronqué porte une coquille épaisse en forme de cône de couleur brun à crème brillant.

Il mesure jusqu'à 40 mm de long (à maturité). Quand il atteint cette taille, le haut de sa coquille se casse. Une lame calcaire est alors sécrétée pour obturer le trou. On suppose que cette « amputation » est une adaptation évolutive qui lui permet d'améliorer sa mobilité, tout en réduisant son poids et en améliorant sa résistance au dessèchement.
Il ne doit pas être confondu avec la zébrine (Zebrina detrita), qui lui ressemble, mais dont la coquille a une forme de ballon de rugby pointu.

## Répartition, habitat

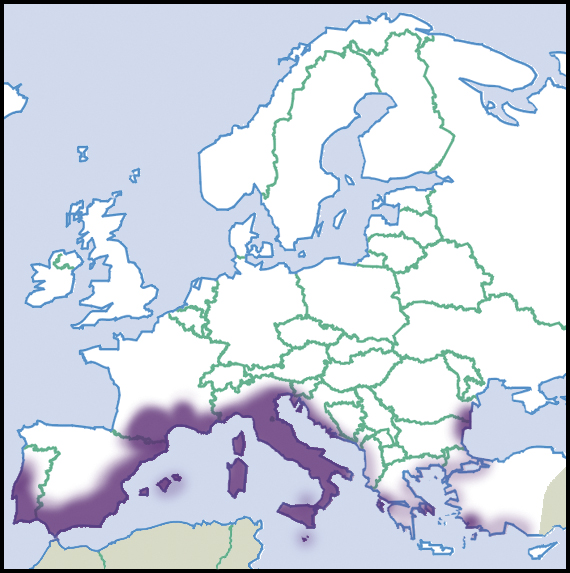
Répartition européenne du bulime tronqué (2012).

Vivant en zone méditerranéenne, le bulime tronqué tolère des conditions sèches et assez froides, au cours desquelles il s'enfouit profondément dans le sol. Sa répartition précise est encore mal connue. Il fait pour cette raison l'objet, avec trois autres espèces méditerranéennes d'une enquête « interactive » dans le cadre d'un dispositif de type Science citoyenne, dit « Caracol » initié et piloté par l'ONEM .

## Comportement
C'est un prédateur d'autres escargots du genre Helix, de limaces et de leurs œufs. Il est surnommé en anglais The Snail Destroyer (le destructeur d'escargot). Il a été introduit à cet effet dans de nombreux pays comme moyen de lutte biologique, au risque de poser problème pour d'autres espèces. (Le bulime s'attaque hélas aussi aux vers de terre particulièrement bénéfiques pour le sol).
Le bulime tronqué se nourrit également de végétaux, mais les dommages causés aux plantes sont considérés comme mineurs par rapport au bénéfice lié à la prédation sur les escargots et autres parasites des plantes.
Comme tous les escargots, il est plus actif la nuit et après les précipitations.

## Mobilité
Dundee (1986) a constaté que des spécimens marqués ne s'étaient pas déplacés de plus de 70 cm de leur point de départ après 6 mois d'activité. Ayant du mal à grimper sur les végétaux, il préfère creuser le sol à la recherche des œufs d'escargots et de limaces, limitant ainsi leur propagation. Il est donc possible qu'il lui soit difficile de recoloniser les zones d'où il a disparu (par suite de la présence de pesticides par exemple).

## Reproduction et cycle de vie
Rumina decollata est hermaphrodite et se reproduit par auto-fécondation (seul) ou par fécondation croisée.
Il vit de 1 à 2 ans et est mature à 10 mois. Il pond alors de 30 à 50 œufs de 2 mm de diamètre deux à trois fois par an. Les œufs éclosent habituellement en six semaines.

## Lutte biologique

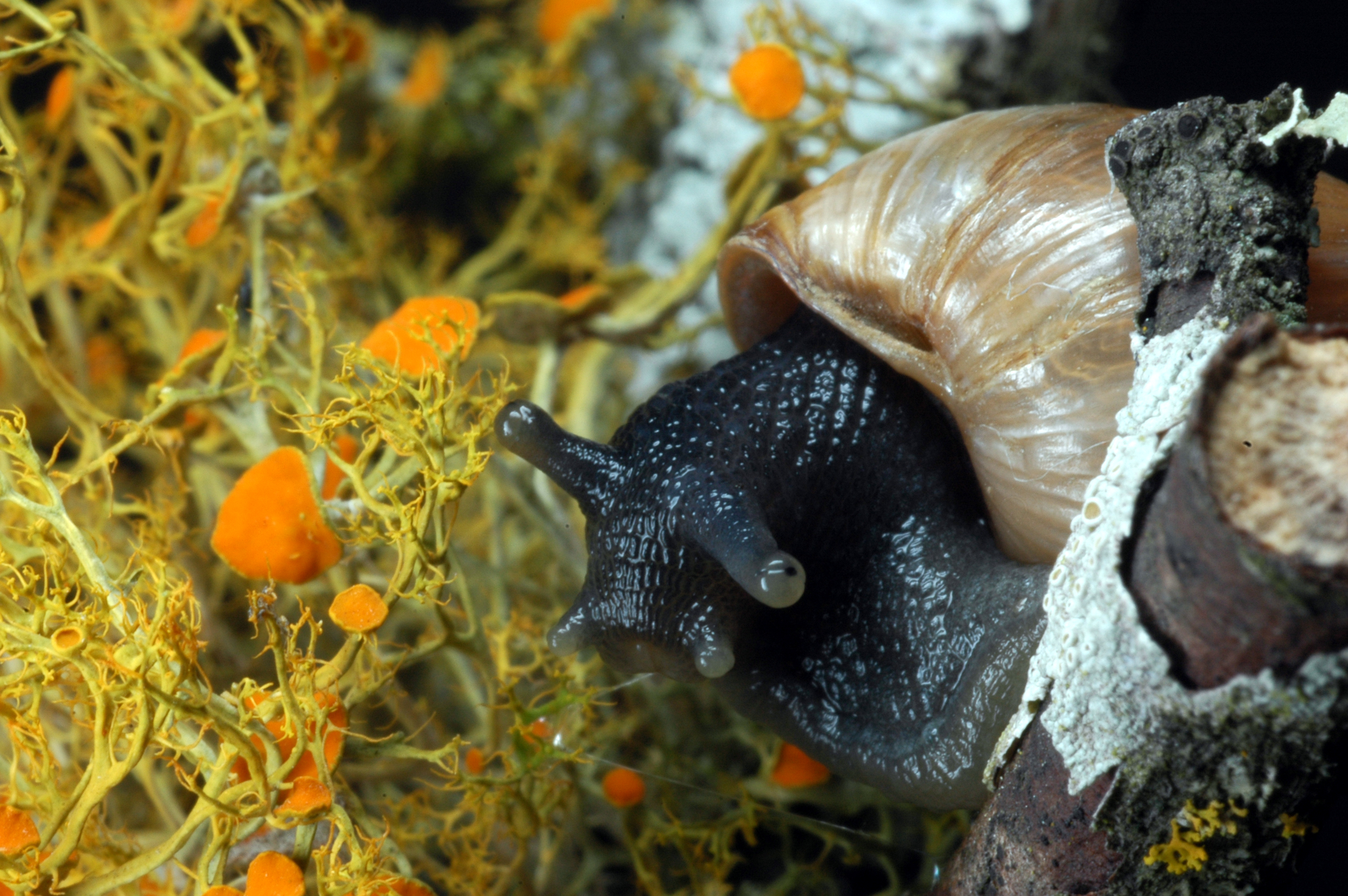
Un bulime tronqué dans le sud-ouest du Texas (2007).

Des populations ont été introduites comme agent de lutte biologique au sud de l’Amérique du Nord, en Amérique centrale, aux Bermudes, à Cuba, en Chine et au Japon. Cette espèce peut devenir une espèce invasive si le climat lui convient.
En Californie, les arboriculteurs utilisent le bulime dans les vergers d'agrumes pour limiter les dommages causés par l'escargot de jardin (Helix) qui s'attaque aux jeunes feuilles et aux fruits. En plaçant 12 bulimes par arbre, il faut entre quatre et dix ans pour réduire à une quantité négligeable la population nuisible d'Helix ; les limaces ne sont éliminées qu'à 50 %.